# Гайтон II
Гайтон Молодший або Гетум II (вірм. Հեթում Բ; 1266 — 17 листопада 1307) — король Кілікійської Вірменії. Походив з династії Гетумідів.

## Життєпис
Гетум II народився 1266 року в родині короля Левона III й королеви Керан. Походив з династії Гетумідів. Ще будучи спадкоємцем престолу, Гетум, за життя батька, прийняв католицьке віросповідання і став членом францисканського ордена. Окрім цього він очолив латинофільську течію в країні, яка в надії на допомогу заходу, домагалось прийняття вірменами католицизму та вступу в унію з католицькою церквою. Успадкував трон після смерті свого батька 1289 року.

### Внутрішня політика
Гетум II, як францисканець, з перших днів перебування в ролі глави держави повів явну про-латинську політику. Приховане прагнення до католизації королівства з боку Риму, набуло цього разу відвертого характеру. 1289 року за допомогою Гетума II папським легатам удалось усунути католикоса Костянтина II, а його місце посів більш поступливий Степанос IV. З царювання Гетума II почався поступовий занепад вірменської держави. Серед головних причин, що призвели до її поразки та ліквідації, були підривна про-латинська діяльність і братерська боротьба між численними синами Левона III. 1307 року Гетум з Левоном IV змусили церковний собор, що відбувся у місті Сіс, піти на унію з католицькою церквою, що розкололо країну та спричинило обурення народу та знаті.

### Зовнішня політика

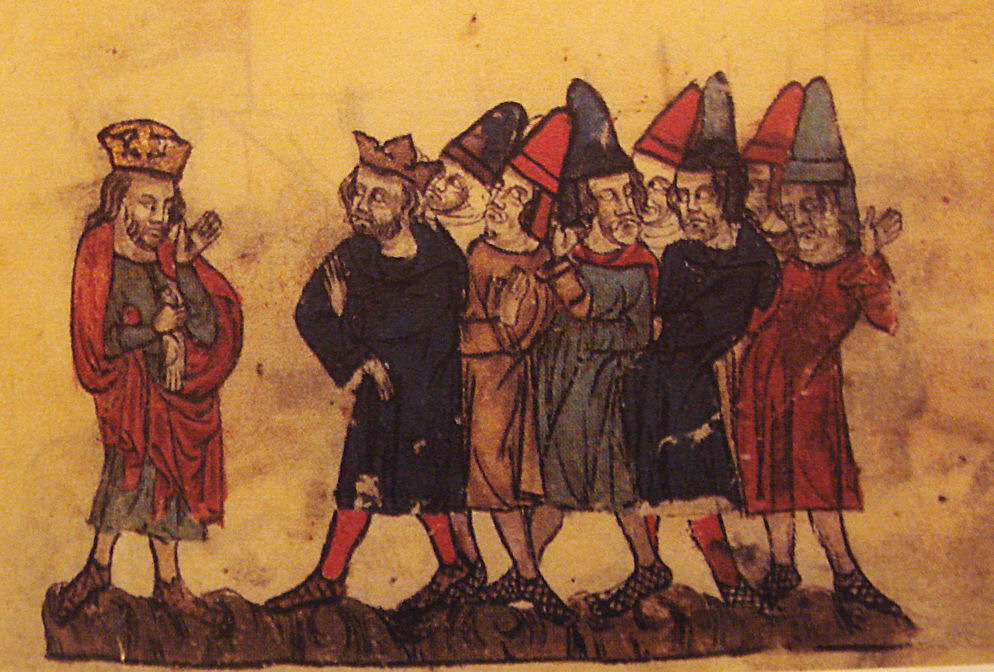
Гетум II (ліворуч) прощається з Газан-ханом

1293 року Гетуму II ціною поступок територій на сході країни, удалось уникнути вторгнення єгипетських мамлюків до свого королівства, й тим самим отримати невеличку передишку. За два роки, 1295, у перському ільханаті стався переворот. До влади прийшов Газан, один із синів Аргуна. Гетум, вирушивши до нього, отримав підтвердження вірності союзу та спільних військових дій проти мамлюків. Проте Газан-хан, розуміючи, що не може керувати мусульманським народом, не прийнявши його релігії, наприкінці століття прийняв іслам. Надалі його наступники прийшли до зміни традиційної зовнішньої політики: таким чином перший ільхан-мусульманин — Газан-хан, став останнім з ільханів-союзників вірменів. 1299 року в битві при Хомсі вірменська армія разом із монгольською розбила армію єгипетських мамлюків. Газан-хан зайняв Сирію, а вірмени повернули всі втрачені раніше території. Проте невдовзі, після від'їзду ідельхана, мамлюки вибили монголів із Сирії. Останні кілька разів намагались повернути втрачені землі, але щоразу їхній похід виявлявся невдалим. Окрім того, після смерті Газан-хана 1304 року «кілікійсько-монгольський» союз припинив своє існування, й жоден монгольський правитель більше не виступав проти мамлюків. Мамлюки, у свою чергу, знову почали загрожувати Кілікії: 1302, а потім 1304 року вони захопили всі землі, які вірмени повернули після Хомської битви .

### Боротьба за владу між братами
1293 року, за чотири роки після приходу до влади, Гетум зрікся трону та виїхав у францисканський монастир. Королем став його рідний брат Торос. Однак останній царював не довго, та можливо не був навіть коронований. За рік він повернув престол Гетуму II, який бажаючи отримати нових союзників, вирішив видати свою сестру Риту за візантійського імператора Михайла IX Палеолога. З цією метою він та його брат Торос вирушили до Константинополя, де відбулось одруження.
Скориставшись їхньою відсутністю, інший брат Смбат, проголосив себе королем. У такій ситуації на його бік перейшов католикос Григор VII, який сподівався на те, що новий правитель підтримає його про-латинські прагнення. Скинутий король Гетум II, бажаючи повернути владу, почав шукати підтримки у Візантії, натомість Смбат вирушив до Газан-хана й одружився з його родичкою. Після повернення Смбат ув'язнив своїх братів Гетума II й Тороса, останній там і помер. 1298 року на політичній арені з'явився четвертий брат — Костандін, який, усунувши Смбата, зайняв його трон. У той же час мамлюки, руйнуючи країну, знову вторглись до Кілікії, та відступили тільки після того, як отримали всі східні фортеці країни. Королівство на схід від Пірамоса більше не мало захисту. Загалом Костандін керував країною близько року, після чого поступився місцем Гетуму, якого він випустив одразу після приходу до влади. Гетум II, який знову взяв владу до своїх рук, примиривши братів, відрядив Костандіна та Смбата до Константинополя.
1301 року Гетум II зрікся корони на користь свого племінника Левона IV (сина Тороса), однак ставши регентом малолітнього короля, залишався при владі. За шість років, 1307, він і молодий король загинули від рук монгольського полководця Філаргуна. Почалась нова боротьба за престол Кілікії, суперечка за який тривала між двома дядьками Левона IV — Смбатом та Ошином, останньому й удалось заволодіти короною.